# Cedar River (Iowa)
 For alternative betydninger, se Cedar River. (Se også artikler, som begynder med Cedar River)
Cedar River er en flod der løber i  delstaterne Minnesota og (hovedparten) Iowa i USA. Den er en biflod til Iowa River og løber i den østlige del af delstaten. Den løber mod syd  fra et område nord for Austin i det sydlige Minnesota, og  passerer  i Iowa  byerne Cedar Falls og Cedar Rapids før den munder ud i den 529 km lange parallelle Iowa River, som kommer fra vest. Total længde af Cedar River er 544 km . 
Cedar River har navn efter træet  Rød Ceder (Juniperus virginiana, på dansk Blyant-Ene) som vokser i området, og blev oprindelig kaldt Red Cedar River af Meskwaki-stammerne.  Den første Mississippi hjuldamper nåede Cedar Rapids i 1844, og i det følgende århundrede varRed Cedar (som den stadig blev kaldt) en vigtig handelsvej.
Duane Arnold kernekraftværk ligger ved floden i Linn County i Iowa.